# Selección de fútbol sub-20 de Vietnam
La Selección de fútbol sub-20 de Vietnam es el equipo que representa al país en el Mundial Sub-20, en el Campeonato sub-19 de la AFF y en el Campeonato sub-19 de la AFC; y es controlado por la Federación de Fútbol de Vietnam.

## Palmarés
- Campeonato sub-19 de la AFF: 1

2007

## Participaciones

### Mundial Sub-20
| Año   | Ronda          | J            | G            | E            | P            | GF           | GC           |
| ----- | -------------- | ------------ | ------------ | ------------ | ------------ | ------------ | ------------ |
| 1977  | No clasificó   | No clasificó | No clasificó | No clasificó | No clasificó | No clasificó | No clasificó |
| 1979  | No clasificó   | No clasificó | No clasificó | No clasificó | No clasificó | No clasificó | No clasificó |
| 1981  | No clasificó   | No clasificó | No clasificó | No clasificó | No clasificó | No clasificó | No clasificó |
| 1983  | No clasificó   | No clasificó | No clasificó | No clasificó | No clasificó | No clasificó | No clasificó |
| 1985  | No clasificó   | No clasificó | No clasificó | No clasificó | No clasificó | No clasificó | No clasificó |
| 1987  | No clasificó   | No clasificó | No clasificó | No clasificó | No clasificó | No clasificó | No clasificó |
| 1989  | No clasificó   | No clasificó | No clasificó | No clasificó | No clasificó | No clasificó | No clasificó |
| 1991  | No clasificó   | No clasificó | No clasificó | No clasificó | No clasificó | No clasificó | No clasificó |
| 1993  | No clasificó   | No clasificó | No clasificó | No clasificó | No clasificó | No clasificó | No clasificó |
| 1995  | No clasificó   | No clasificó | No clasificó | No clasificó | No clasificó | No clasificó | No clasificó |
| 1997  | No clasificó   | No clasificó | No clasificó | No clasificó | No clasificó | No clasificó | No clasificó |
| 1999  | No clasificó   | No clasificó | No clasificó | No clasificó | No clasificó | No clasificó | No clasificó |
| 2001  | No clasificó   | No clasificó | No clasificó | No clasificó | No clasificó | No clasificó | No clasificó |
| 2003  | No clasificó   | No clasificó | No clasificó | No clasificó | No clasificó | No clasificó | No clasificó |
| 2005  | No clasificó   | No clasificó | No clasificó | No clasificó | No clasificó | No clasificó | No clasificó |
| 2007  | No clasificó   | No clasificó | No clasificó | No clasificó | No clasificó | No clasificó | No clasificó |
| 2009  | No clasificó   | No clasificó | No clasificó | No clasificó | No clasificó | No clasificó | No clasificó |
| 2011  | No clasificó   | No clasificó | No clasificó | No clasificó | No clasificó | No clasificó | No clasificó |
| 2013  | No clasificó   | No clasificó | No clasificó | No clasificó | No clasificó | No clasificó | No clasificó |
| 2015  | No clasificó   | No clasificó | No clasificó | No clasificó | No clasificó | No clasificó | No clasificó |
| 2017  | Fase de grupos | 3            | 0            | 1            | 2            | 0            | 6            |
| 2019  | No clasificó   | No clasificó | No clasificó | No clasificó | No clasificó | No clasificó | No clasificó |
| Total | 1/22           | 3            | 0            | 1            | 2            | 0            | 6            |

### AFC U-19 Championship
| U-19 Championship | U-19 Championship | U-19 Championship | U-19 Championship | U-19 Championship | U-19 Championship | U-19 Championship | U-19 Championship |
| Año               | Ronda             | J                 | G                 | E                 | P                 | GF                | GC                |
| ----------------- | ----------------- | ----------------- | ----------------- | ----------------- | ----------------- | ----------------- | ----------------- |
| 1959              | No participó      | No participó      | No participó      | No participó      | No participó      | No participó      | No participó      |
| 1960              | No participó      | No participó      | No participó      | No participó      | No participó      | No participó      | No participó      |
| 1961              | Fase de grupos    | 4                 | 2                 | 1                 | 1                 | 10                | 5                 |
| 1962              | Fase de grupos    | 4                 | 1                 | 2                 | 1                 | 6                 | 5                 |
| 1963              | Fase de grupos    | 5                 | 2                 | 2                 | 1                 | 10                | 7                 |
| de 1964 a 1994    | No participó      | No participó      | No participó      | No participó      | No participó      | No participó      | No participó      |
| 1996              | No clasificó      | No clasificó      | No clasificó      | No clasificó      | No clasificó      | No clasificó      | No clasificó      |
| 1998              | No clasificó      | No clasificó      | No clasificó      | No clasificó      | No clasificó      | No clasificó      | No clasificó      |
| 2000              | No clasificó      | No clasificó      | No clasificó      | No clasificó      | No clasificó      | No clasificó      | No clasificó      |
| 2002              | Fase de grupos    | 3                 | 0                 | 1                 | 2                 | 4                 | 8                 |
| 2004              | Fase de grupos    | 3                 | 0                 | 0                 | 3                 | 0                 | 3                 |
| 2006              | Fase de grupos    | 3                 | 1                 | 0                 | 2                 | 3                 | 6                 |
| 2008              | No clasificó      | No clasificó      | No clasificó      | No clasificó      | No clasificó      | No clasificó      | No clasificó      |
| 2010              | Fase de grupos    | 3                 | 1                 | 0                 | 2                 | 2                 | 9                 |
| 2012              | Fase de grupos    | 3                 | 0                 | 0                 | 3                 | 2                 | 14                |
| 2014              | Fase de grupos    | 3                 | 0                 | 1                 | 2                 | 2                 | 10                |
| 2016              | Cuarto lugar      | 5                 | 2                 | 2                 | 1                 | 4                 | 5                 |
| Total             | 10/38             | 36                | 9                 | 9                 | 18                | 43                | 72                |

### AFF U-19 Youth Championship
| AFF U-19 Youth Championship | AFF U-19 Youth Championship | AFF U-19 Youth Championship | AFF U-19 Youth Championship | AFF U-19 Youth Championship | AFF U-19 Youth Championship | AFF U-19 Youth Championship | AFF U-19 Youth Championship |
| Año                         | Ronda                       | J                           | G                           | E                           | P                           | GF                          | GC                          |
| --------------------------- | --------------------------- | --------------------------- | --------------------------- | --------------------------- | --------------------------- | --------------------------- | --------------------------- |
| 2002                        | 4.º lugar                   | 6                           | 3                           | 0                           | 3                           | 17                          | 6                           |
| 2005                        | 4.º lugar                   | 6                           | 2                           | 3                           | 1                           | 13                          | 8                           |
| 2006                        | 4.º lugar                   | 3                           | 0                           | 1                           | 2                           | 3                           | 8                           |
| 2007                        | Campeón                     | 5                           | 4                           | 1                           | 0                           | 16                          | -                           |
| 2009                        | 3.er lugar                  | 5                           | 4                           | 0                           | 1                           | 12                          | 6                           |
| 2010                        | 4.º lugar                   | 4                           | 0                           | 3                           | 1                           | 4                           | 7                           |
| 2011                        | Finalista                   | 6                           | 4                           | 2                           | 0                           | 21                          | 4                           |
| 2012                        | 4.º lugar                   | 4                           | 0                           | 0                           | 4                           | 1                           | 14                          |
| 2013                        | Finalista                   | 7                           | 6                           | 0                           | 1                           | 16                          | 5                           |
| 2014                        | Finalista                   | 4                           | 2                           | 0                           | 2                           | 7                           | 5                           |
| 2015                        | Finalista                   | 6                           | 4                           | 1                           | 1                           | 14                          | 6                           |
| Total                       | 11/11                       | 56                          | 29                          | 11                          | 16                          | 124                         | 71                          |

### Hassanal Bolkiah Trophy
| Hassanal Bolkiah Trophy | Hassanal Bolkiah Trophy | Hassanal Bolkiah Trophy | Hassanal Bolkiah Trophy | Hassanal Bolkiah Trophy | Hassanal Bolkiah Trophy | Hassanal Bolkiah Trophy | Hassanal Bolkiah Trophy |
| Año                     | Ronda                   | J                       | G                       | E                       | P                       | GF                      | GC                      |
| ----------------------- | ----------------------- | ----------------------- | ----------------------- | ----------------------- | ----------------------- | ----------------------- | ----------------------- |
| 2002                    | Fase de grupos          | 4                       | 2                       | 0                       | 2                       | 7                       | 3                       |
| 2005                    | 3.er lugar              | 5                       | 2                       | 1                       | 2                       | 4                       | 3                       |
| 2007                    | Fase de grupos          | 3                       | 0                       | 2                       | 1                       | 1                       | 6                       |
| 2012                    | 3.er lugar              | 5                       | 3                       | 1                       | 1                       | 6                       | 4                       |
| 2014                    | Finalista               | 7                       | 4                       | 1                       | 2                       | 16                      | 9                       |
| Total                   | 5/5                     | 24                      | 11                      | 5                       | 8                       | 34                      | 25                      |